# Кобаякава Хидэаки
 Кобаякава Хидэаки по прозвищу Кинго (小早川秀秋, 1577 — 1 декабря 1602) — японский военачальник, племянник и приёмный сын Тоётоми Хидэёси.

## Биография

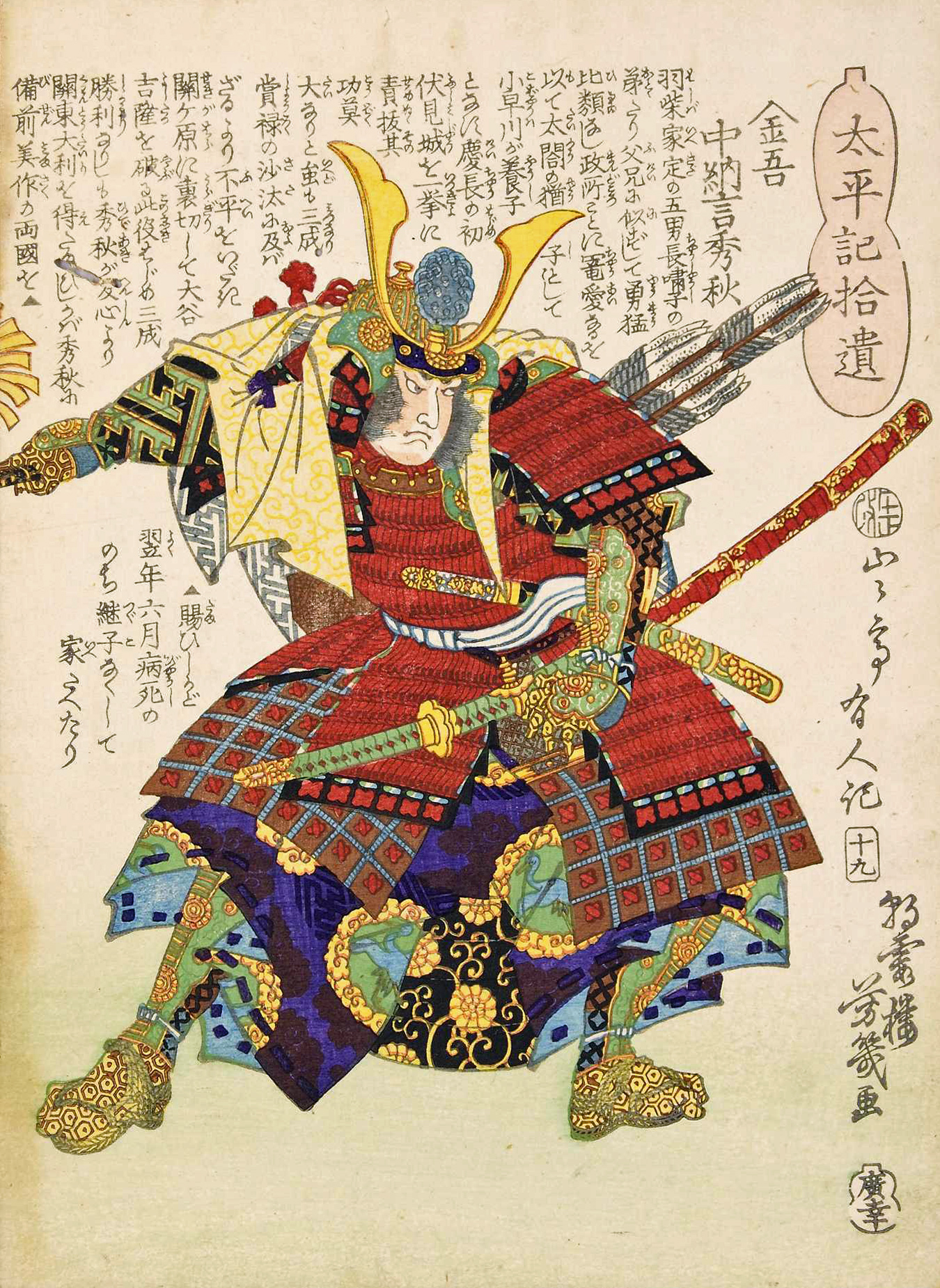
Укиё-э из Кобаякава Хидэаки

Пятый сын самурая Киноситы Иэсады (1543—1608), двоюродного брата Тоётоми Хидэёси.
Нэнэ, сестра Киноситы Иэсады, была женой Тоётоми Хидэёси.
Его наставником был Курода Камбэй. В 1584 году он был усыновлен Тоётоми Хидэёси и получил имя Хасиба Нидэтоси и Сюсэн. Затем, после того, как у Тоётоми Хидэёси родился сын и наследник Хидэёри, он был вновь усыновлён Кобаякавой Такакагэ (1533—1597), верным вассалом и соратником Хидэёси. Принял новое имя — Кобаякава Хидэаки.
В 1597 году после смерти своего приемного отца Кобаякава Хидэаки унаследовал его домены в провинциях Иё на Сикоку и Тикудзэн на Кюсю с доходом в 350 000 коку риса.
В 1597 году 20-летний Кобаякава Хидэаки был назначен диктатором Тоётоми Хидэёси номинальным главнокомандующим японской армии во время второй кампании в Корее (1597—1598). Во время битвы при Кэйки он привел подкрепление, чтобы спасти замок Ульсан от армии Мин. Сражаясь рядом со своими бойцами, он сумел захватить вражеского командира и успешно спас осаждённый замок.
Кобаякава Хидэаки был подвергнут резкой критике со стороны генерального инспектора армии, Исида Мицунари, в его донесениях Тоётоми Хидэёси. К тому же, Тоётоми Хидэёси был недоволен неудачной кампанией, безрассудными приказами военачальника, осуществляющего командование целой армией, и после возвращения в Японию лишил его домена Тикуго на острове Кюсю, отправив в ссылку в Фукуи, с последующим падением доходов от 336000 до 120000 коку. Только незадолго до своей смерти, Тоётоми Хидэёси передумал и позволил Кобаякава Хидэаки вернуться на остров Кюсю, и возвратил ему прежние земли — Тикудзэн, Тикуго и Будзэн.
После смерти диктатора Тоётоми Хидэёси Кобаякава Хидэаки принял участие в гражданской войне между Токугава Иэясу и Исида Мицунари. В 1600 году до битвы при Сэкигахара он находился в Осаке и заявлял о своей поддержке Исида Мицунари. В действительности же Кобаякава Хидэаки планировал предать Исида Мицунари и вёл тайные переговоры с Токугава Иэясу. Исида Мицунари, чтобы окончательно привлечь Кобаякава на свою сторону, обещал передать ему два домена вокруг Осаки и должность кампаку.
Во время решающей битвы при Сэкигахара Кобаякава Хидэаки командовал крупным отрядом (16 500 чел.). В начале сражения между восточной (Токугава Иэясу) и западной (Исида Мицунари) армиями Кобаякава занимал крайнюю позицию на правом фланге, на горе Мацуояма. В самый решающий момент битвы Исида Мицунари приказал зажечь сигнальный огонь для отряда Кобаякава. Однако Кобаякава не двинулся с места, и Иэясу, начинавший сомневаться в том, что Кобаякава, согласно договоренности, выступит на его стороне, приказал своим генералам, чтобы они открыли по нему огонь, дабы посмотреть какова будет его реакция. Тогда Кобаякава Хидэаки со своим отрядом спустился с занимаемых позиций и ударил по позицям западной армии Исиды Мицунари. Токугава Иэясу одержал полную победу над своим противником и позднее стал сёгуном Японии.
После победы в битве при Сэкигахара Кобаякава Хидэаки руководил успешной осадой замка Саваяма, обороной которого руководили Исида Масацугу и Исида Масазуми, отец и брат Исида Мицунари.
Токугава Иэясу передал Кобаякава Хидэяки в качестве награды домен разгромленного клана Укита, состоящий из провинций Бидзэн и Мимасака на острове Хонсю с доходом в 550 000 коку.
1 декабря 1602 года 25-летний Кобаякава Хидэаки сошёл с ума и внезапно скончался, не оставив после себя наследников. После его смерти клан Кобаякава прекратил своё существование, а его земли были переданы сёгунатом соседнему клану Икэда.

## Кобаякава Хидэаки в культуре

### Фильмы
- 1965 — Фильм Fūrai ninpō-jō — Сюндзи Сакаи
- 1978 — Сериал «Ogon no hibi»/«Золотые дни» (по роману Сироямы Сабуро), начиная с 18-й серии — Масаоми Кондо
- 1980 — Мини-сериал «Сёгун» по одноимённому роману Джеймса Клавелла (основанный на Исиде персонаж даймё Исидо) — Нобуо Канэко
- 2008 — Сериал BBC Heroes and Villains, эпизод «Сёгун» — Хиро Канагава
- 2009 — Сериал «Небеса, земля и люди»
- 2012 — Фильм «Плавающий замок» (Япония).
- 2014 — Сериал «Стратег Камбэй»
- 2008 — Фильм "Великие воины: Сёгун" ("Warriors: Shogun"), из сериала "Великие воины" ("Warriors") производства BBC, документально-художественный с элементами реконструкции событий.